# Schruns
Schruns é um município da Áustria, situado no distrito de Bludenz, na estado de Vorarlberg. Tem 18,06 km² de área e sua população em 2019 foi estimada em 3.893 habitantes.